# Stemonoporus cordifolius
Stemonoporus cordifolius är en tvåhjärtbladig växtart som först beskrevs av Thwait., och fick sitt nu gällande namn av Arthur Hugh Garfit Alston. Stemonoporus cordifolius ingår i släktet Stemonoporus och familjen Dipterocarpaceae. Inga underarter finns listade i Catalogue of Life.